# Callana
Una callana (< quechua kallana) es una vasija usada para tostar cereales que es de uso común en Perú y Chile.

## Datos interesantes
Existen distintos diseños, desde las fabricadas en greda o hechas a partir de trozos de greda de vasijas rotas hasta las de metal, de forma rectangular con agujeros a ambos costados unidos por alambre formando un triángulo en cuyo vértice superior se fija un palo cilíndrico de dos metros de longitud que permite balancerla durante el tostado.
En la sierra de Perú se emplea una olla de barro de forma circular, con abertura al costado, que sirve para tostar granos como el maíz y otros, además tiene el asa arriba, tiene esa forma con la finalidad que los granos no salgan al tostarse.eras

## Uso
Su finalidad es tostar al calor de las llamas diversos productos de la naturaleza, siendo los más comunes los cereales, pero otras semillas o ají.
- Datos: Q6400537

- Wikcionario  tiene definiciones y otra información sobre callana.